# Povestea jucăriilor
Povestea jucăriilor (original Toy Story) este un film de animație CGI, produs de Pixar Animation Studios, regizat de John Lasseter (debut regizoral), Lee Unkrich și Ash Brannon și lansat de Walt Disney Pictures și Buena Vista Distribution pe 15 noiembrie 1995 în Statele Unite. Acțiunea din „Povestea jucăriilor” se învârte în jurul aventurilor unui grup de jucării care prind viață atunci când oamenii nu le pot vedea. Premiera românească a filmului a avut loc în 1995, în variantă subtitrată, și ulterior din 9 octombrie 2009 a fost redistribuit în cinematografe în 3D, varianta subtitrată și dublată, filmul fiind de asemenea disponibil din 12 aprilie 2010 și pe DVD și Blu-Ray.

## Prezentare

Logo-ul oficial al francizei Povestea Jucăriilor

Toy Story este un film despre viața secretă a jucăriilor care prind viață atunci când nu sunt văzute de oameni.
Woody este o păpușă-cowboy cu sfori, care a petrecut cinci ani pe noptiera de la capul patului unui băiețel pe nume Andy, câștigând astfel statutul de jucărie preferată și devenind liderul incontestabil al celorlalte jucării. Din nefericire, autoritatea îi este amenințată de Buzz Lightyear, cosmonautul, care din momentul în care intră în camera lui Andy încearcă să instaureze o nouă ordine. În afară de faptul că nu-l poate înghiți pe cowboy, Buzz are pretenția că este real.
Cei doi se suportă cu greu, dar, într-o zi, când ajung la capătul răbdărilor, se iau la bătaie. În timpul confruntării, Buzz cade pe fereastră. Woody este acuzat de toate jucăriile ca l-a ucis și, vinovat, pornește degrabă în căutarea lui. Însă odată ieșiți din casă, cei doi vor trece prin tot felul de peripeții, căci drumul de întoarcere este mult mai greu. În ciuda diferențelor, cei doi își unesc forțele pentru a regăsi drumul spre camera lui Andy și a înfrunta toate piedicile, descoperind astfel și mirajul unei frumoase prietenii.
Toy Story este primul film de lungmetraj realizat în exclusivitate pe computer.

## Actori
- Tom Hanks: Woody
- Tim Allen: Buzz Lightyear
- Don Rickles: Mr. Potato Head
- Jim Varney: Zigzag
- Wallace Shawn: Rex
- John Ratzenberger: Hamm
- Annie Potts: Bo Peep
- John Morris: Andy
- Erik von Detten: Sid
- Laurie Metcalf: Mrs. Davis
- R. Lee Ermey: Sergent
- Sarah Freeman: Hannah
- Penn Jillette: prezentator TV
- Joe Ranft: Lenny / Magic 8 Ball / Mike / RC
- Jeff Pidgeon: Squeeze Toy Aliens / Mr. Spell / Robot
- Jack Angel: Shark / Rocky Gibraltar / Snake
- Debi Derryberry: Squeeze Toy Aliens / Troll / Pizza Planet Intercom
- Mickie McGowan : Mrs. Phillips
- Andrew Stanton: Commercial Chorus
- Hannah Unkrich: Molly Davis
- Phil Proctor: Bowling Announcer / Pizza Planet Guard 1
- Patrick Pinney: Pizza Planet Guard 2
- Brittany Levenbrown: Fata
- Greg Berg: Soldatul verde
- Spencer Aste, Cody Dorkin, Gregory Grudt, Sam Lasseter, Scott McAffe și Ryan O'Donohue: prietenii lui Andy
- Lisa Bradley, Kendall Cunningham, Bill Farmer, Craig Good, Danielle Judovits, Sherry Lynn, Jan Rabson și Shane Sweet: voci suplimentare